# Оха
Оха́ (нивх: Т’оӽ; букв. „мръсна река“) е град в Сахалинска област, Русия, разположен е в северната част на остров Сахалин. Административен център е на Охински район. Към 2016 г. има население от 21 081 души.

## История
През 1880 г. тук е открито находище на нефт. Много скоро се изгражда и селището, тогава носещо името Охе. След няколко неуспешни опита да се открие още нефт, селището бива изоставено до началото на 20 век. В периода 1920 – 1925 г. териториите са превзети от Япония, които започват да добиват нефт през 1921 г. През 1929 г. получава статут на селище от градски тип. През 1938 г. селището получава статут на град. На 28 май 1995 г. градът пострадва сериозно от земетресение с магнитуд 7,6 по скалата на Рихтер. Въпросното земетресение разрушава напълно град Нефтегорск и повечето от оцелелите му жители биват заселени в Оха.

## Население
| 1931   | 1935   | 1959   | 1967   | 1970   | 1979   | 1989   |
| ------ | ------ | ------ | ------ | ------ | ------ | ------ |
| 7700   | 18 400 | 27 636 | 30 000 | 30 890 | 32 925 | 36 104 |
| 1992   | 1996   | 1998   | 2000   | 2003   | 2005   | 2007   |
| 37 000 | 31 700 | 29 400 | 28 200 | 28 000 | 27 200 | 26 700 |
| 2009   | 2011   | 2012   | 2013   | 2014   | 2015   | 2016   |
| 26 149 | 22 893 | 22 349 | 21 830 | 21 495 | 21 203 | 21 081 |

## Климат
Климатът в Оха е умереноконтинентален. Средната годишна температура е -1,1 °C, а средното количество годишни валежи е около 687 mm.
| Климатични данни за Оха            | Климатични данни за Оха | Климатични данни за Оха | Климатични данни за Оха | Климатични данни за Оха | Климатични данни за Оха | Климатични данни за Оха | Климатични данни за Оха | Климатични данни за Оха | Климатични данни за Оха | Климатични данни за Оха | Климатични данни за Оха | Климатични данни за Оха | Климатични данни за Оха |
| Месеци                             | яну.                    | фев.                    | март                    | апр.                    | май                     | юни                     | юли                     | авг.                    | сеп.                    | окт.                    | ное.                    | дек.                    | Годишно                 |
| Средни максимални температури (°C) | −15,5                   | −11,9                   | −5,5                    | 1,9                     | 8,1                     | 14,3                    | 18,0                    | 18,9                    | 14,8                    | 6,1                     | −4,6                    | −12,3                   |                         |
| Средни температури (°C)            | −19,2                   | −16,2                   | −10,4                   | −1,9                    | 4,4                     | 10,3                    | 14,7                    | 15,4                    | 11,1                    | 2,7                     | −7,9                    | −15,7                   |                         |
| Средни минимални температури (°C)  | −22,9                   | −20,5                   | −15,2                   | −5,6                    | 0,7                     | 6,4                     | 11,5                    | 12,0                    | 7,4                     | −0,7                    | −11,1                   | −19                     |                         |
| Средни месечни валежи (mm)         | 33                      | 36                      | 37                      | 43                      | 56                      | 39                      | 65                      | 86                      | 93                      | 81                      | 59                      | 59                      |                         |
| ---------------------------------- | ----------------------- | ----------------------- | ----------------------- | ----------------------- | ----------------------- | ----------------------- | ----------------------- | ----------------------- | ----------------------- | ----------------------- | ----------------------- | ----------------------- | ----------------------- |
| Източник: Climate-Data             |                         |                         |                         |                         |                         |                         |                         |                         |                         |                         |                         |                         |                         |

## Икономика
Градът е крупен център на нефтената и газовата промишленост. От Оха има изграден нефтопровод до Комсомолск на Амур. Произвеждат се машини и строителни материали. Електроенергия се снабдява от Охинската ТЕЦ.

### Транспорт
Оха разполага с летище. До 2006 г. функционира железопътна линия до Ноглики.